# MVP de los Playoffs de la American Basketball Association
El MVP de los Playoffs de la ABA fue un premio entregado por la ABA al mejor jugador de los playoffs de la liga. El premio era normalmente recibido por un jugador del equipo campeón, y el primer galardonado fue Connie Hawkins de los Pittsburgh Pipers en 1968.

## Ganadores

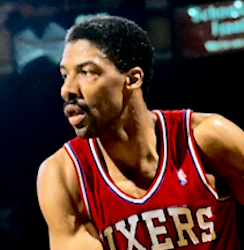
Julius Erving ganó el premio en dos ocasiones.

|  | Elegido en el Basketball Hall of Fame |

| Playoffs | Nacionalidad      | Jugador        | Equipo            | Ref.  |
| -------- | ----------------- | -------------- | ----------------- | ----- |
| 1968     | Connie Hawkins    | Estados Unidos | Pittsburgh Pipers | [ 1 ] |
| 1969     | Warren Jabali     | Estados Unidos | Oakland Oaks      | [ 2 ] |
| 1970     | Roger Brown       | Estados Unidos | Indiana Pacers    | [ 3 ] |
| 1971     | Zelmo Beaty       | Estados Unidos | Utah Stars        | [ 4 ] |
| 1972     | Freddie Lewis     | Estados Unidos | Indiana Pacers    | [ 5 ] |
| 1973     | George McGinnis   | Estados Unidos | Indiana Pacers    | [ 6 ] |
| 1974     | Julius Erving     | Estados Unidos | New York Nets     | [ 7 ] |
| 1975     | Artis Gilmore     | Estados Unidos | Kentucky Colonels | [ 8 ] |
| 1976     | Julius Erving (2) | Estados Unidos | New York Nets     | [ 7 ] |